# Achille Guenée
Achille Guenée, född 1 januari 1809 i Chartres, död 30 december 1880 i Châteaudun, var en fransk entomolog och advokat. 
Han utbildades i Chartes, där han tidigt visade ett intresse för fjärilar och uppmuntrades av sin lärare François de Villiers. 
Under fransk-tyska kriget brändes Châteaudun, där han bodde då, men hans samlingar förblev intakta. 
Guenée är författare till 63 publikationer, några tillsammans med Philogène Auguste Joseph Duponchel.
År 1832 var han med och bildade Société entomologique de France, där han blev ordförande 1848 och hedersmedlem 1874.